# Zlati časi
Zlati časi je zbirka štiriindvajsetih črtic, ki jo je napisal Ivan Sivec in je bila prvič objavljena leta 2000 pri založbi Ognjišče.

## Analiza dela
Mladinsko delo Zlati časi obsega štiriindvajset črtic (to je štiriindvajset vsebinsko, motivno in tematsko ločenih poglavij) oziroma liričnih pripovedi.
Zlate čase uvrščamo v avtobiografsko prozo kar pomeni, da  temelji na resničnih doživetjih in izkušnjah. Avtor v delu opisuje dogodke iz svoje mladosti na podeželju, ki so ga tako ali drugače zaznamovali in mu ostali v spominu.
V vseh štiriindvajsetih poglavjih je glavni lik pisatelj, kot odraščajoči deček, ki skozi mladostniške izkušnje pridobiva pomembne življenjske norme in  vrednote. Poleg njega pomembno vlogo zavzemajo tudi njegovi starši in brata.  V delu avtor namenja posebno pozornost starim kmečkim običajem (ličkanje koruze, pustovanje), skupinskemu delu, družini in družinskim odnosom in  socialnim  razmeram na slovenskem podeželju nekaj let po koncu druge svetovne vojne.

## Zgradba
Vsaka zgodba-črtica (Zlati časi, Motika, Bogataš, Prvi greh, Buča s svečo, Mož beseda, Slamnati copati, Ob mrliču, Parkeljni, Cigani, Pomaranče, Rabutanje, Tranzistor, Dihur, Ofreh, Konji na Štefanovo, Božji denar, tekmovanje, Gospa, Gumiradl, Račke, Dopust, Rože, Koroška) je grajena po sintetičnem vzorcu. Je vsebinsko zaokrožen izsek oziroma dogodek iz življenja.

## Književni elementi
Pripovedovalec je prvoosebni in personalni. To pomeni, da opisuje in pozna le tisti del dogajanja, ki ga je doživel sam in sicer iz svojega zornega kota.
Dogajanje v delu se odvija nekaj let po drugi svetovni vojni, v času pisateljeve mladosti na Mostah pri Komendi oziroma domačiji Sivčevih in okoliških posestih.
 Glavne književne osebe v črticah so: Andrej Sivec (oče), Andrej Sivec ml. (brat), Ciril Sivec (brat), Ivan Sivec (osrednji lik, prvoosebni pripovedovalec), Marija Sivec (mati).
Prevladujoči motiv v delu Zlati časi je kmečko življenje v obdobju po drugi svetovni vojni, ki ga zaznamuje revščina. S tem je naslov dela v nasprotju z dejanskim stanjem na slovenskem podeželju v obdobju po vojni. Kljub temu pa se je avtor odločil za takšen naslov, saj z njim izraža nostalgijo svojega otroštva.
Sporočilo dela so slabe socialne in ekonomske razmere v katerih so živeli slovenski kmetje po drugi svetovni vojni.